# Typisch Griechisch
Typisch Griechisch ist das Debütalbum des Rappers Greckoe. Es erschien am 17. Oktober 2008 über das Musiklabel Sektenmuzik.

## Konzept und Produktion
Greckos textliche Schwerpunkte liegen vorwiegend auf Themen wie Freizeit, Vergnügen und lebemännischer Lebensart. Der Albumtitel Typisch Griechisch sowie die inhaltliche Ausrichtung vieler Stücke sind hierbei als Koketterie auf stereotypisches Denken gegenüber griechischem Alltag zu begreifen. Greckoe, selbst Sohn griechischer Zuwanderer, stilisiert sich über die gesamte Laufzeit der Platte als Personifikation der Vorurteile gegenüber griechischen beziehungsweise südländischen Migranten in Deutschland, die teils noch aus der Zeit des Wirtschaftswunders herrühren. Hierbei glorifiziert er übermäßigen Frappé-, Alkohol- oder Weinkonsum, betont seine Vorliebe für griechische Küche und beschäftigt sich mit Problematiken aus Gesellschaft und Arbeitswelt oder Promiskuität. Auch Referenzen und Zitate aus deutscher Pop- und Schlagermusik sowie griechischer Folklore befinden sich auf dem Album.
Die musikalische Gestaltung bedient sich überwiegend des Hiphop-Produktionsstils der 2000er Jahre. Das Album besteht zu großen Teilen aus synthesizer-basierten Beats, die stark von Elementen des klassischen Südstaaten-Hiphops und französischer Rap-Musik durchdrungen sind. Neben den Produzenten Beatzarre, DJ Katch, Diego Tunes, Djorkaeff, Don Tone, Efe befinden sich auch Gastbeiträge von Sido, Alpa Gun, B-Tight, Butch, Doreen, Freddy Cool und Fuhrman auf der Platte.

## Titelliste
1. Intro/Typisch Griechisch
2. Traumjob
3. Die verstehns nich
4. Greckoe
5. Versprochen (feat. Doreen)
6. Ich bin Berliner
7. Griechischer Wein 2008
8. Mein Cousin Stavros
9. Arm und reich (feat. Butch)
10. Der Wendepunkt
11. Ein bisschen mehr (feat. A.i.d.S.)
12. Erinner dich
13. Meine Story (feat. Alpa Gun)
14. Sie will
15. Kein Wort
16. Platz da (feat. Fuhrmann, Freddy Cool)
17. Wenn ich reich bin
18. Schlaflos in Berlin

## Illustration
Auf dem Cover ist zunächst vertrocknetes Gras erkennbar. Auf dem Gras sind Bäume und viele Schafe zu sehen. Das vorderste Schaf trägt eine blaue Mütze, auf der ein weißes G erkennbar ist. Greckoe sitzt auf einem Hügel und rührt in einem typisch griechischen Frappé. Oben auf dem Cover sind in blauer Schrift die Wörter „Greckoe“ und „Typisch Griechisch“ zu lesen.

## Erfolge
Das Album konnte nicht in die Charts einsteigen, dafür wurde das Video Typisch Griechisch des Rappers am 16. September 2008 auf dem Musiksender MTV ausgestrahlt. Der Clip erreichte in den Charts der Sendung direkt Platz 2.